# Adrien Rommel
Adrien Géry Rommel (Párizs 8. kerülete, 1914. augusztus 4. – Clichy, 1963. június 21.) olimpiai és világbajnok francia tőrvívó.